# 马六甲州元首

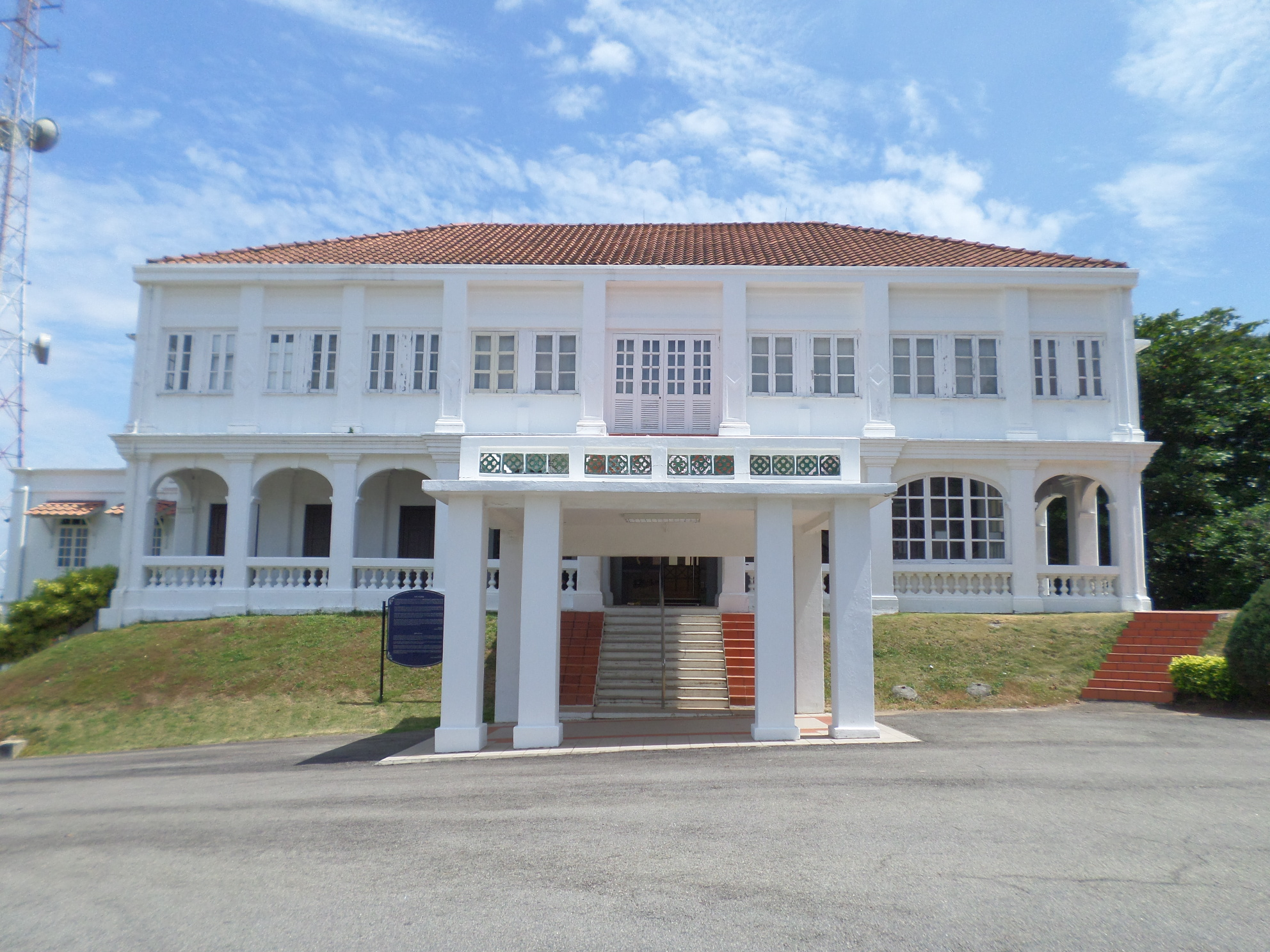
位于圣保罗山，曾在1957年至1996年作为马六甲州元首府邸，现今为马六甲州元首博物馆

马六甲州元首是马来西亚马六甲州仪式上的州最高元首。马六甲州元首的尊称为“Tuan Yang Terutama”，可以汉译为“阁下”。
马六甲州元首由最高元首在咨询马六甲首席部長的意见后作出任命。根据马来西亚联邦宪法38条文，马六甲州元首有权列席统治者会议，但没有权利推举和表决由谁担任马来西亚最高元首。
首任州元首是广东番禺人梁宇皋。现任马六甲州元首为莫哈末阿里，于2020年6月4日就任。

## 州元首列表
以下列出历任马六甲州元首列表：
| 序 | 肖像 | 州元首             | 任期          | 任期           | 任期 |
| 序 | 肖像 | 州元首             | 就任          | 离任           | 天数 |
| -- | ---- | ------------------ | ------------- | -------------- | ---- |
| 1  |      | 梁宇皋             | 1957年8月31日 | 1963年8月30日  | 2190 |
| 2  |      | 阿都马烈尤索夫     | 1963年8月31日 | 1971年8月30日  | 2921 |
| 3  |      | 阿都阿兹阿都马吉   | 1971年8月31日 | 1975年5月9日   | 1347 |
| 4  |      | 赛扎希鲁丁赛哈山   | 1975年5月23日 | 1984年11月30日 | 3479 |
| 5  |      | 赛阿末赛马末沙布丁 | 1984年12月4日 | 2004年6月3日   | 7121 |
| 6  |      | 卡里耶谷           | 2004年6月4日  | 2020年6月4日   | 7598 |
| 7  |      | 莫哈末阿里鲁斯旦   | 2020年6月5日  | 现任           | 1753 |